# Morlanne
Morlanne é uma comuna francesa na região administrativa da Nova Aquitânia, no departamento dos Pirenéus Atlânticos. Estende-se por uma área de 12,97 km². Em 2010 a comuna tinha 618 habitantes (densidade: 47,6 hab./km²).